# Torre de la Lanzada
La torre de La Lanzada corresponde a los restos de un castillo de origen medieval, construido por los merinos de Iria Flavia en Salnés para la defensa de la archidiócesis de Santiago de Compostela de los ataques normandos.

## Historia
Es junto a la Ermita de Nuestra Señora de La Lanzada el último vestigio de un castillo datado en el siglo X (alrededor del año 960), construido sobre los restos de un antiguo faro fenicio o romano. Fue mandado construir por Sisnando Menéndez para la defensa de Compostela contra los ataques normandos. Servía de avanzada defensiva al lado de otras fortalezas de la mitra compostelana y como primer contacto contra posibles enemigos, transmitiendo señales de peligro a las otras torres defensivas de la Ría de Arosa, como la Torre de San Sadurniño en Cambados y las torres de Oeste en Catoira.
En el año 1121, coincidiendo con el acuerdo de paz de la reina Dona Urraca con el obispo Diego Gelmírez, se decide que al segundo se le deberá entregar el castillo; poco tiempo después sufre un ataque de piratas moros, que sucedieron a los normandos como amenaza en las costas gallegas. El castillo también aparece citado en documentos del siglo XIII.
En 1467 es sitiado por los irmandiños desde el mar. Después de la derrota de los principales jefes irmandiños, Afonso de Lanzós y Pedro Osorio, el castillo de la Lanzada se convierte en el último bastión de los sublevados en las mismas ruinas de la fortaleza destruida por ellos mismos, resistieron hasta que, agotadas todas las posibilidades de defensa, fueron capturados. Tras estos hechos el castillo quedó abandonado.

## Estado actual
Del antiguo castillo hoy en día solamente se conserva esta torre y la ermita románica. Hace algunos años se realizaron obras en el recinto que afectaron gravemente su integridad, perdiéndose los vestigios que quedaban de la muralla y tapándose con uno nuevo el antiguo puente de comunicación con el castillo, originalmente levadizo.